# Francisca Coya
Francisca Coya (Cuzco, 1515 - Popayán, 1543-44), también conocida en los textos como 'María de Sandoval', 'Francisca Coya de Sandoval' o 'La Coya', fue una ñusta del Imperio Inca y la "madre nutricia para Ecuador y Colombia", según las palabras del historiador genealogista ecuatoriano Fernando Jurado Noboa.

## Origen
Huayna Cápac, según el consenso de cronistas; "dejó una numerosísima descendencia", obviamente de más hijos naturales que legítimos. De los hijos, sobre todo si alcanzaron a tener figuración como Huáscar y Atahualpa, es menos difícil precisar el origen materno. Se ha podido establecer que Francisca Coya fue una de las hijas del Sapa Inca, pero en cuanto a la madre varían las opiniones: para algunos Francisca es legítima como hija de la Coya, mientras que para otros fue hija de una esposa secundaria.Hay quienes sugieren que Francisca fue hija de Runtu Coya, prima se Huayna Cápac,mientras otros sugieren que fue hija de Paccha Duchicela, princesa Shyri de Quitu, convirtiéndola, según esta versión, en hermana plena de Atahualpa.

## Biografía
Después de la muerte de Atahualpa a manos de los españoles, marcharon Sebastián de Benalcazár y Diego de Sandoval y la Mota a la región de San Miguel de Piura. Fue entonces cuando en 1535 en Chaparra, por Zaruma, región de los Cañaris, en las estribaciones occidentales de los Andes, se encontraron a un grupo de indígenas que protegía a las hermanas de Atahualpa: Toctochembo, Marcachembom, Ascarpe y Francisca (cuyo nombre autóctono se desconoce), hijas también de Huayna Cápac, las cuales se encontraban en fuga desde Cuzco. Su pueblo, a la entrada de los españoles, quiso esconderlas y protegerlas, en vano pues Francisca fue capturada junto a sus otras hermanas y fue llevada ante "el general del camino" Sebastián de Benalcázar, quien "la dió al dicho Capitán Diego de Sandoval". La ñusta marchó con Sandoval primero a Quito, donde dió a luz a su primera y única hija, Eugenia de Sandoval Inca, y luego lo acompañó a la gobernación de Popayán, teniendo cerca a una de sus hermanas, la cual Benalcázar también habría tomado para sí.
Francisca, a quien llamaban 'La Coya' los primeros "vecinos" (denominación dada a los ciudadanos con derechos) de Quito, había nacido en el Cuzco por 1515, era hija legítima de Huayna Cápac, "a su madre la llevaban en andas, por ser mujer mayor y principal, según declaró el indio Pedro Inga, en Bogotá en 1575". La india Catalina, que la vió nacer y fue su doncella, declaró en Tunja en 1575, cuando tenía 70 años: "y en cayendo (de enfermedad) el dicho Guaynacaba su padre, le metió y le puso en otra casa, donde vivía y tenía guardadas a las demás de sus hijas y doncellas".
Se decía que cuando Francisca iba a misa, "le acompañaban todos los caciques y señoras de las provincias de Quito. Que cuando ella salía de la ciudad la llevaban en andas y que la acompañada de dos mil a tres mil indios". Según testigos de aquel tiempo: "los Caciques de Quito le tendían mantas, plumas y flores por el camino a recorrer, para que sus pies no tocaran el suelo". Estos gestos motivaron la interpretación de John Hemming sobre las costumbres y usos de los pueblos indígenas, con respecto al trato que recibía Francisca . Según Hemming: "los nativos de Quito la veneraban con patética pasión".

## Descendencia
En Quito en 1536, Francisca dio a luz a Eugenia de Sandoval Inca, quien después vivió en Popayán con sus padres y después en Anserma junto a su padre tras la muerte de su madre en 1544. En 1545, Eugenia recibió la Real Cédula de Legitimación del Rey Carlos V a pedido de "probanza" de su padre. Fue casada en 1550, a la edad de 14 años, con el Capitán Gil de Rengifo Pantoja, nacido en Ávila. Tuvieron una hija, María Rengifo y Sandoval, y un hijo, Melchor Henao Rengifo, alrededor de 1572. Lamentablemente, Eugenia murió poco después, antes del año 1575. Alrededor de 1609, María Rengifo se casó  con el español Vicente Henao Tamayo, y en Cali, Melchor Henao se casó con María Vivas, con quien tuvo un hijo, Gregorio Henao Vivas en 1610. Años más tarde, Gregorio se mudó a la ciudad de Antioquia, donde se casó con Jacoba Vásquez Guadramiros.
En el libro títulado: Genealogías de Antioquia y Caldas, por Gabriel Arango Mejía, es fácil seguir la línea de descendientes colombianos de la Francisca Coya a partir de Gregorio Henao Vivas. La línea incluye personas como: el ex presidente Roberto Urdaneta Arbeláez, los arzobispos Arturo Duque Villegas y Aníbal Muñoz Duque, a Braulio Henao, Anselmo Pineda, Abraham Moreno, José Tomás Henao y Braulio Henao Mejía, a Tomás Carrasquilla, Luis López de Mesa, León de Greiff, y Manuel Mejía Vallejo. Esta línea de descendientes está confirmada por el historiador Lucas Fernández de Piedrahita.
En Ecuador, los valores históricos y culturales heredados por sus descendientes como lo son los ex presidentes: Luis Cordero, Juan León Mera y Antonio Borrero Cortázar, son una ilustración del importante impacto de Doña Francisca Coya en la historia. Entre otras figuras históricas ecuatorianas que descienden de ella se encuentran: Luis A. Martínez, Miguel Ángel León Pontón, Octavio Cordero Palacios, Alberto María Ordóñez Crespo, Carlos Concha Torres, Luis Quirola Saá, Emiliano Crespo Astudillo, José María Borrero Baca, Alfonso Borrero Moscoso, Manuel Borrero González, Vicente Salazar y Cabal, José Gabriel Pino Roca, el obispo Teodoro Luis Arroyo Robelly , Pedro Cocha Torres y Alfonso Arroyo Robelly.
Las investigaciones genealógicas demuestran cómo la línea sanguínea Inca de Francisca ocupa principalmente esferas de clase media, pero también demuestran que dicha línea ha enriquecido a la élite (clases alta y media-alta) de las sociedades coloniales y republicanas de Ecuador y de Colombia.